# Aire libre
Aire libre es una película argentina dirigida por Anahí Berneri y protagonizada por Máximo Silva, Leonardo Sbaraglia y Celeste Cid. Fue estrenada el 22 de mayo de 2014.

## Sinopsis
Se trata de la historia de un matrimonio, Lucía y Manuel, con un hijo pequeño cuya relación ha comenzado a decaer. En pos de reconstruir la relación, deciden comprar una nueva casa en las afueras de la ciudad. Mientras transcurren los trabajos de refacción, ellos se mudan temporalmente a la casa de los padres de Lucía, pero las presiones son muchas y podrían terminar de separarlos.

## Reparto
- Máximo Silva como Santi
- Leonardo Sbaraglia como Manuel
- Celeste Cid como Lucía
- Erica Rivas como Julieta
- Alejandro Catalán como Alejandro
- Byron Piccorossi como Lautaro
- Naim Sibara como Otero
- Juan Greppi como Pato
- Fabiana Cantilo como Matilde
- Lorena Vega como Vanesa
- Ignacio Rivolta como Hijo Mayor Vanesa
- Nehuen Gómez como Hijo Menor Vanesa
- Oscar Nobza como Albañil Joven
- Pedro Merlo como Gonzo
- Nora Bitar como Marisa
- Luz Palazón como Silvia
- Marisa Vernik como Cristina
- Hernán Musaluppi como Entrenador
- Felipe Chantada como Niño Futbol
- Martín Chantada como Niño Futbol
- León Dubcovsky como Niño Futbol
- Octavio Musaluppi como Niño Futbol
- Lorenzo Locatelli como Niño Futbol
- José Manuel Espeche como Juan
- Vanina Said como Florencia
- Melody Llarens como Rocío
- Cecilia Cartasegna como Julia
- Marilú Marini como Sofia
- Rodolfo De Souza como Horacio
- Alberto Eisler como Juez de Paz